# Живая шляпа
Живая шляпа — рассказ Николая Носова, написанный в 1938 году.

## История создания и сюжет
Рассказ про котенка Ваську и двух мальчиков — Вову и Вадика. Во время рисования позади ребят послышался шум. Упала шляпа, но при попытке приблизиться к ней шляпа пришла в движение, вызвав испуг мальчишек. После того, как они закидали её картофелинами, выяснилось, что под упавшую шляпу попал котёнок.
Рассказ был написан в 1938 году и относится к начальному этапу творчества Н. Носова. В письме С. А. Баруздину от 8 августа 1972 года Носов вспоминал: «Я начал писать в 1938 году. Первый рассказ „Затейники“ появился в „Мурзилке“ № 9 за 1938 год. Вскоре были написаны и опубликованы в периодике (главным образом в „Мурзилке“) подобного рода рассказы: „Живая шляпа“, „Мишутка и Стасик“ (в последующих изданиях — „Фантазёры“), „Чудесные брюки“ („Заплатка“), „Огурцы“, „Метро“ и другие… До войны накопился кое-какой багаж, из которого можно было отобрать сборничек для отдельного издания… Да вот — годы войны! Такой сборник под названием „Тук-тук-тук!“ вышел в Детгизе только в 1945 году.»
Впервые Носов прочитал свой рассказ в кружке молодых авторов при детском издательстве. Из этого кружка позднее вышли В. Осеева, В. Донникова, О. Карышева и другие авторы. Руководила кружком  А. Чумаченко. По воспоминаниям А. Кардашовой, «писали о детях и для детей с желанием приобщить их к событиям нашего времени. Испания. Граница. Экспедиции. Авиация. Сельское хозяйство. Строительство…» На этом фоне «этот тихий рассказ — о чём? — о шляпе и котёнке — произвёл странное впечатление.» Однако во время выступления кружковцев в школе произведения Носова имели успех: «Когда Носов кончил читать, ребята совсем ошалели. Кричали: Ещё! Ещё! Кидали вверх номерками от пальто, топали ногами, хлопали… Звон, крик, топот не смолкали пока Носов не ушёл.»
В отличие от прочих рассказов, «Живая шляпа» впервые была опубликована в 1938 году в переводе на белорусский язык в белорусском журнале «Искры Ильича», став первым произведением Носова, переведённым на языки народов СССР.
В 1952 году вышел однотомник «Повести и рассказы» с предисловием В. Катаева, включавший 3 повести («Весёлая семейка», «Дневник Коли Синицына» и «Витя Малеев в школе и дома») и девять рассказов, в том числе и «Живая Шляпа».

## Переводы
«Живая шляпа» издавалась на польском («Żywy kapelusz», 1954), эстонском («Elav kaabu», 1958), немецком («Der lebende Hut», 1962), английском и испанском языках (1971, 1979). В парижской серии Ашетт в 1967 году в переводе П. Жиль-Леклерка называлась «Drôle de chapeau». В 1980-х годах издательством «Радуга» был выпущен цикл переводов рассказа, в том числе на финский (1985, фин. Elävä hattu), малагасийский (1985, малаг. Satroka manenjika) и ирландский (1988, ирл. An hata beo) языки.

## Экранизация
В 1972 Аллой Суриковой в качестве курсовой работы был снят одноименный фильм, в котором играли два мальчика пяти лет.

## Анализ текста
В тексте рассказа была выявлена фольклорная/мифологическая основа: отрицательный персонаж пытается обмануть положительного персонажа, который сначала поддается на обман, но затем вступает в борьбу с отрицательным персонажем и побеждает его.

## Использование в педагогике
В 2013 году повесть была включена в список «100 книг», рекомендованных школьникам Министерством образования и науки РФ для самостоятельного чтения. Книга неоднократно была рекомендована к использованию учителями в младшей школе и детских садах. Текст «Живой шляпы» был использован при изучении ошибок при овладении письмом у двуязычных детей.

## Отзывы
- Прилежаева М.: «Слышу, действительно, ор. Вернее, хохот. Мои два сына, тогда мальчики, заливаются хохотом. Вхожу. Старший читает вслух какую-то книжку, младший слушает. Оба хохочут. Да как! Приходилось ли вам хохотать до изнеможения, до слёз, до счастья?! Так хохотали они, читая крошечный рассказик Носова „Живая шляпа“[18].»
- Л. Кассиль: «Перечитайте его популярные рассказы „Мишкина каша“, „Замазка“, „Огурцы“, „Фантазёры“, „Живая шляпа“ и десятки других, таких же смешных и по-хорошему лукавых… и вы ещё раз подивитесь, порадуетесь тому, как этот выдающийся мастер литературы умеет зажигать весёлые искорки в глазах своих маленьких читателей[19].»